# 海峡岸广场

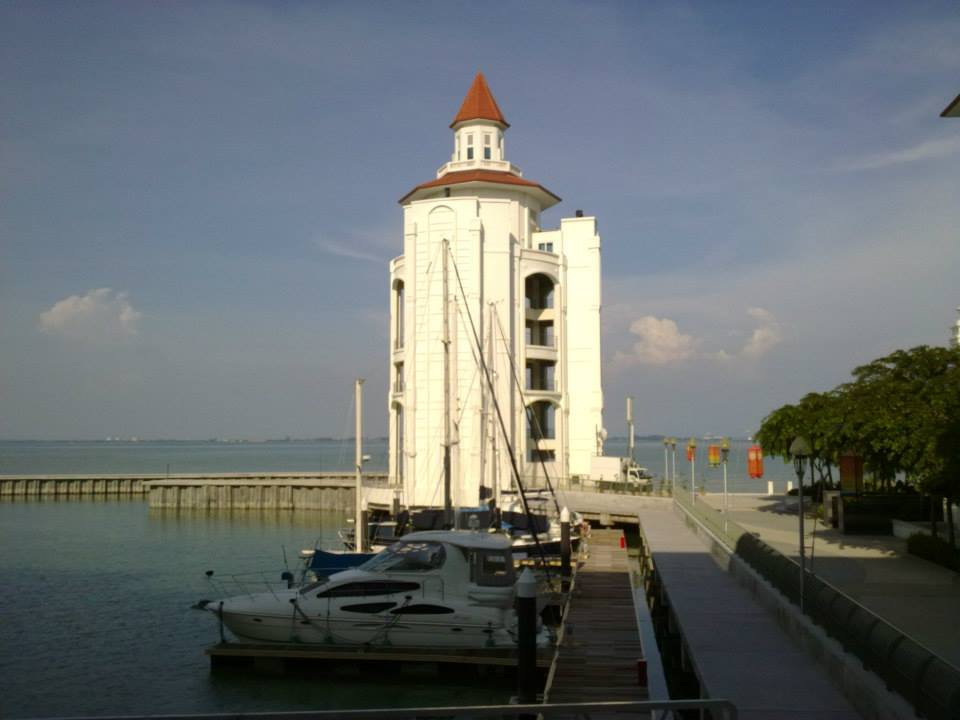
海峡岸码头灯塔

海峡岸广场（英語：Straits Quay）是一家位于马来西亚槟城州乔治市丹绒道光填海新建市郊斯里丹绒槟榔的商场。该商场于2010年末启用，并在隔年正式进行开幕仪式。该商场除了零售区之外也设有酒店、艺术中心、码头、会展中心等设施，也有各类餐厅、咖啡厅和酒吧，建筑顶端可附近槟岛北岸全景。
其中皇家雪蘭莪锡镴制厂也在这里设有分店。海峡岸也设有豪华公寓－－海峡岸套房，并由位于乔治市的槟城东家酒店（E&O）集团管理。

## 零售店

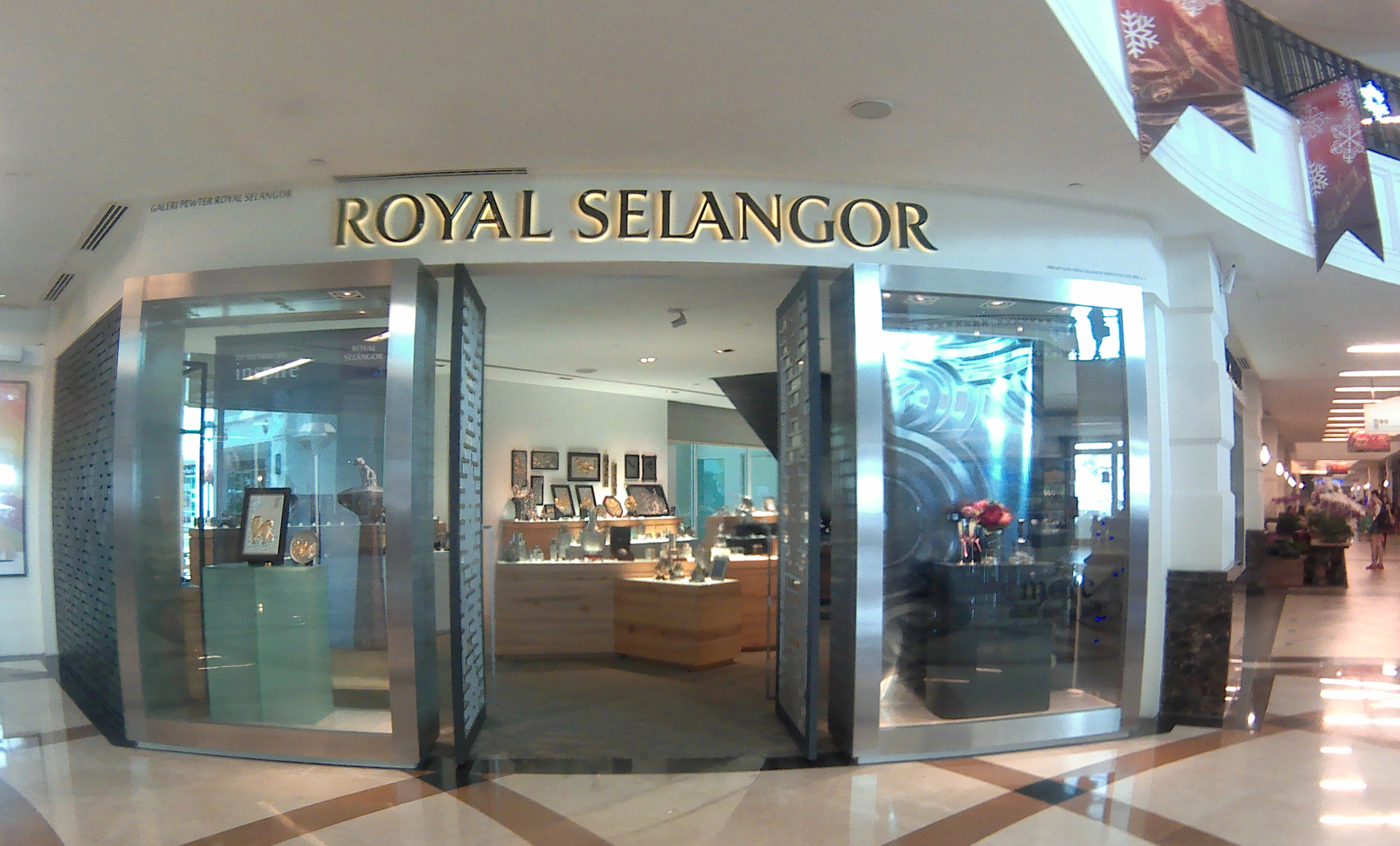
皇家雪兰莪分店

海峡岸广场的零售空间为270,000平方英尺，并有两层楼和约莫100个商铺。许多知名品牌也在商场内设立分店，其中包括星巴克、Fruuze、Papparich、赛百味、Switch苹果产品专卖店和皇家雪蘭莪。商场底楼也有一间Sam's Groceria超市。
商场的店铺主要是生活方式、个人护理和家居装饰类。游客也可以在海边的咖啡馆、餐馆和酒吧里享用美食，那里可以欣赏到马六甲海峡广阔的美景。每个周末海峡岸广场也会有廉价市场，游客可从约50所摊位买到便宜的产品。

## 设施

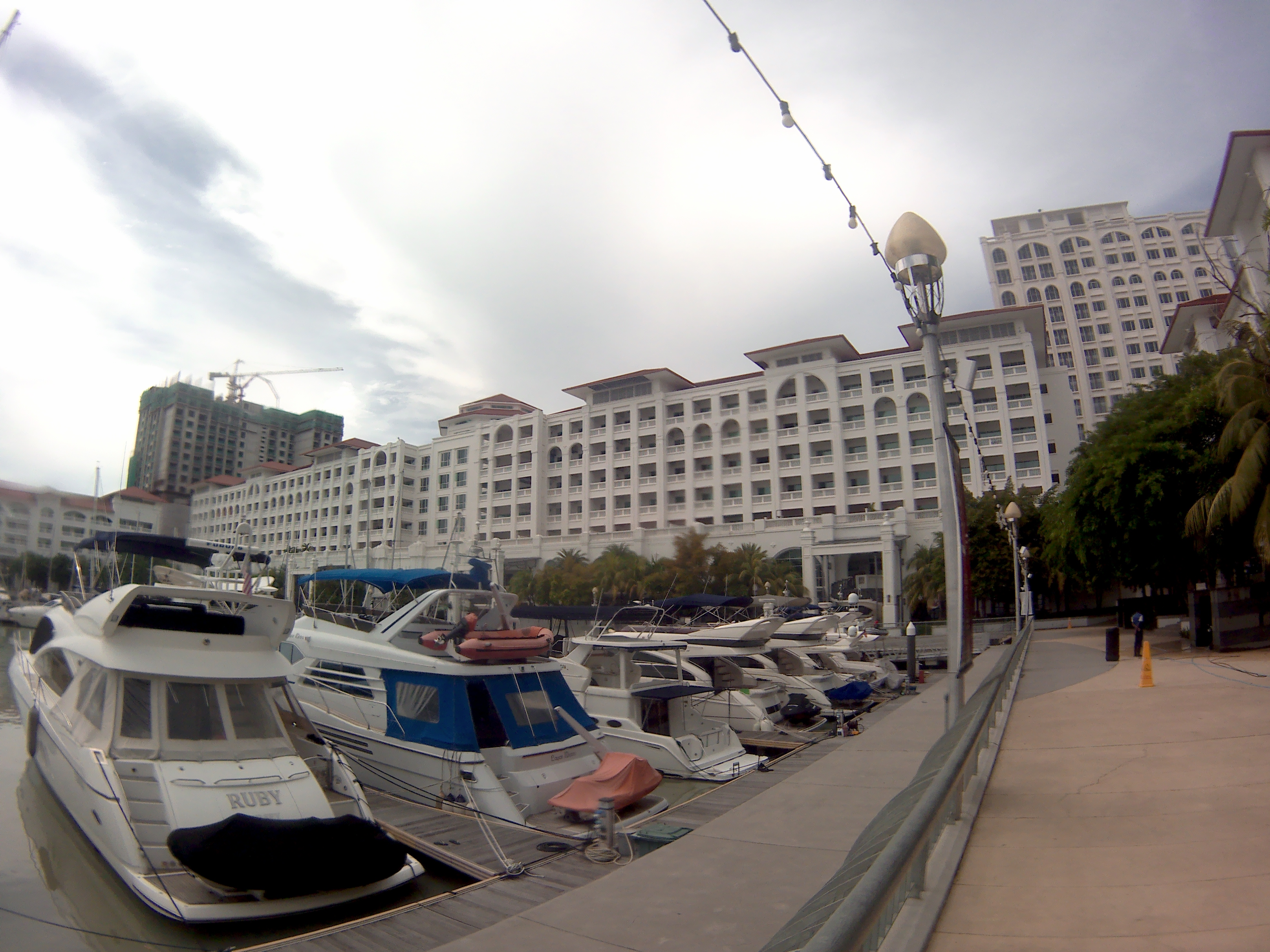
海峡岸码头

海峡岸码头共有40个浮船泊位，可容纳长度为10至25米的游艇和其他游乐船只。码头入口也已经疏浚到海平面3米以下的深度。游客可以住在海峡岸套房，该套房位于商场之上，共有217个豪华公寓单位
商场6层也设有“海峡岸会展中心”（SQCC），是槟城州内主要的會展中心之一。该会展中心总面积达 25,300平方英尺（2,350平方），可容纳150个标准展览摊、2300名戏剧参观者和1,800名宴会宾客。

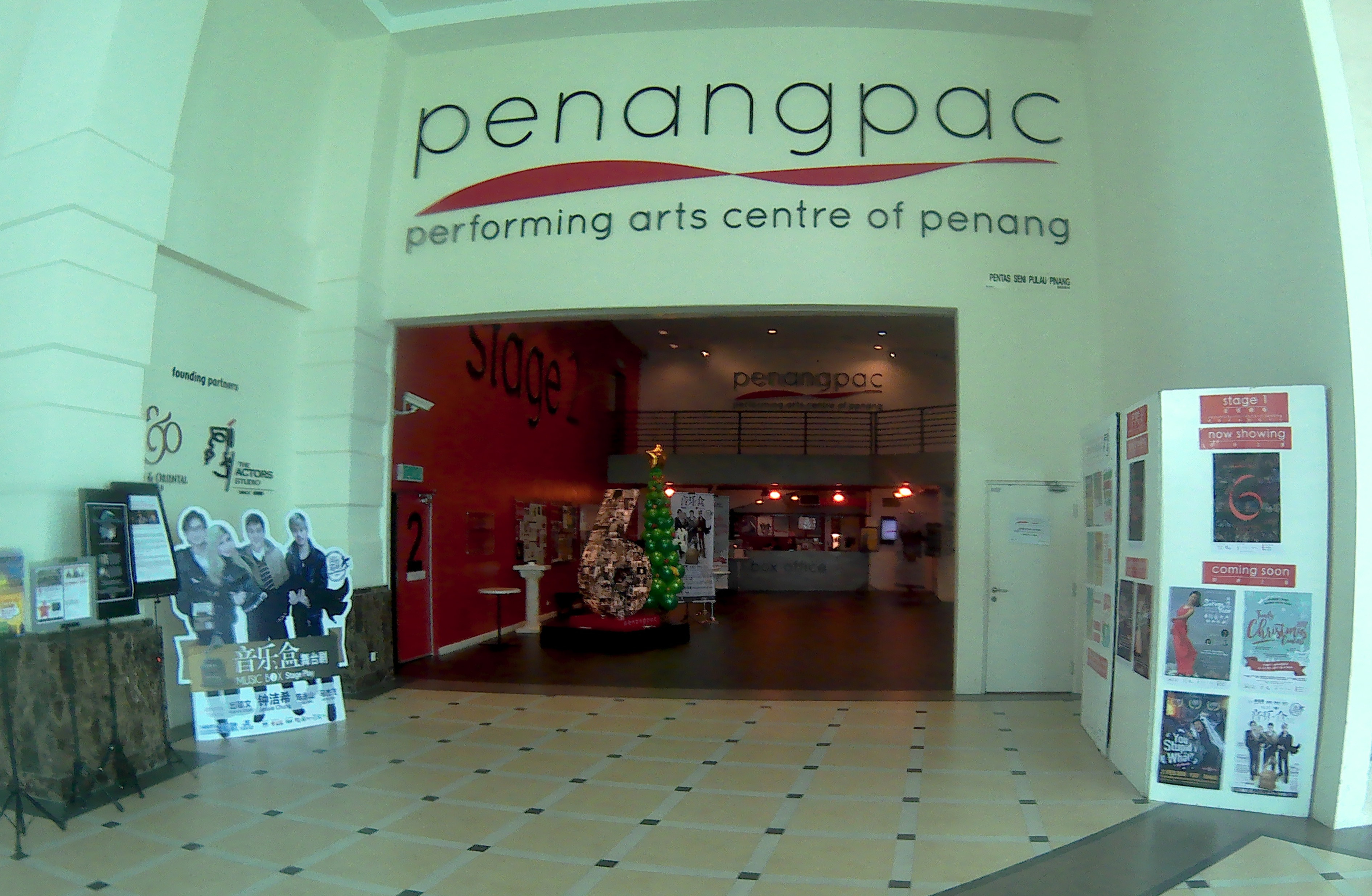
槟城表演艺术中心

此外，位于4层的槟城表演艺术中心（Penangpac）于2011年启用，可容纳303个舞台和160座黑匣子剧场座位、以及工作室和画廊。该表演艺术中心也是北马街头艺术、影片等的中枢。

## 交通
槟城快捷通的随乘随下双层开棚巴士也有在海峡岸广场前停留，游客也可选择搭乘槟城快捷通101、102和103号巴士路线。不仅如此，商场提供免费接驳巴士来往峇都丁宜的酒店，但只供持有酒店房卡者上车。游客也可搭乘水上游艇前往位于乔治市教科文组织世遗区东岸的槟城东家酒店。而一辆名为Lady Martina的船只也在每周六傍晚提供环游槟岛北岸的水上计程车服务。